# Kimble megye
Kimble megye az Amerikai Egyesült Államokban, azon belül Texas államban található. Megyeszékhelye és legnagyobb városa Junction. Lakosainak száma 4286 fő (2020. április 1.). Kimble megye Schleicher, Sutton, Menard, Mason, Gillespie, Kerr és Edwards megyékkel határos.

## Népesség
A megye népességének változása:
| Lakosok száma | 4584 | 4596 | 4547 | 4481 | 4388 | 4286 |
|               | 2010 | 2011 | 2012 | 2013 | 2015 | 2020 |